# Свободное произведение

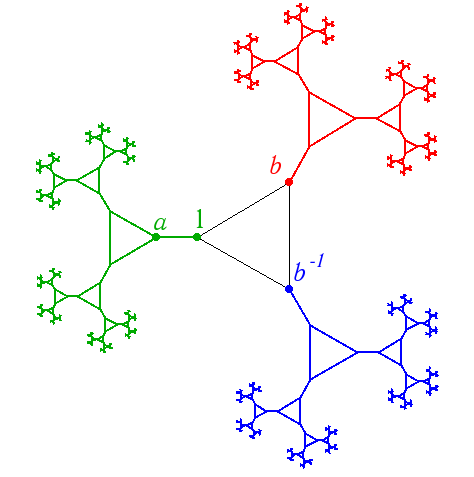
Граф Кэли свободного произведения.

Свободным произведением групп называется группа, порождённая элементами этих двух групп, без каких-либо дополнительных соотношений.
Свободное произведение {\displaystyle G_{1}} и {\displaystyle G_{2}} обычно обозначается {\displaystyle G_{1}*G_{2}}.

## Определения
- Если группы заданы через порождающие и соотношения {\displaystyle G_{1}=\langle S_{1}|R_{1}\rangle }, {\displaystyle G_{2}=\langle S_{2}|R_{2}\rangle } то
{\displaystyle G_{1}*G_{2}=\langle S_{1}\cup S_{2}|R_{1}\cup R_{2}\rangle }
  - Это определение также допускает естественное обобщение на случай свободного произведения любого числа групп.

- Свободное произведение {\displaystyle G_{1}*G_{2}} можно также определить как расслоенное копроизведение {\displaystyle G_{1}\amalg _{\{e\}}G_{2}} для тривиальной группы {\displaystyle \{e\}} в категории групп.

## Примеры
- Свободное произведение {\displaystyle \mathbb {Z} _{2}*\mathbb {Z} _{2}} изоморфно бесконечной группе диэдра {\displaystyle D_{\infty }}.
- Свободное произведение {\displaystyle \mathbb {Z} _{2}*\mathbb {Z} _{3}} изоморфно проективной группе {\displaystyle PSL(2,\mathbb {Z} )}.
- Свободное произведение {\displaystyle n} копий {\displaystyle \mathbb {Z} } — свободная группа с {\displaystyle n} образующими.
- Теорема Зейферта — ван Кампена в частности утверждает, что если {\displaystyle X}  — топологическое пространство, и {\displaystyle V,U\subset X} — два связных открытых множества таких, что пересечение {\displaystyle W=V\cap U} односвязно, и {\displaystyle X=V\cup U}, то фундаментальная группа {\displaystyle X} есть свободное произведение фундаментальных групп  {\displaystyle V} и {\displaystyle U}; то есть 
{\displaystyle \pi _{1}X=\pi _{1}V*\pi _{1}U.}